# Marie Schröder-Hanfstängl

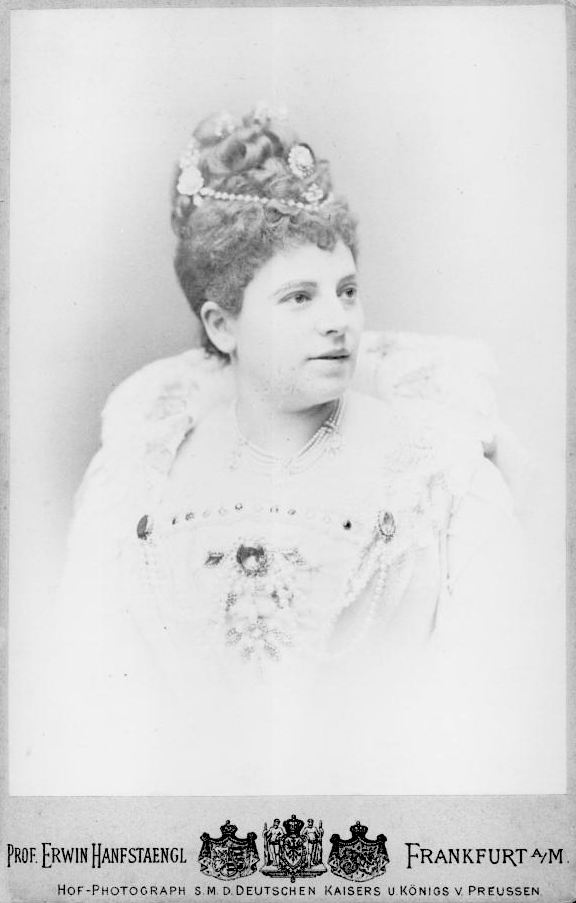
Marie Hanfstängl (1890)

Marie Schröder-Hanfstängl, geborene Marie Schröder (30. April 1847 in Breslau – 5. September 1917 in München) war eine deutsche Opern- und Bühnensängerin (Sopran) und Gesangspädagogin.

## Leben
Marie Schröder-Hanfstängl, Tochter eines Kaufmanns, begann in Breslau ihre Gesangsausbildung auf Veranlassung des Freiherrn von Wolzogen und mehrerer bedeutender Musiker wie Organist Freudenberg und Orgelspieler Schnorr von Carolsfeld, studierte darauf zwei Jahre bei Pauline Viardot-Garcia in Baden-Baden und ging 1866 nach Paris, um ihre Studien bei Gioachino Rossini, Charles Gounod, Léo Delibes, Jules Massenet und Vanucini zu vervollkommnen.
1867 nahm sie Engagement am Théâtre-Lyrique und debütierte dort als „Agathe“ im Freischütz. Dort sang sie mehr als 60 mal die „Agathe“, 120 mal die „Margarethe“ (mit Gounod studiert), 100 mal die „Hilda“ (mit Giuseppe Verdi studiert), ferner 80 mal die „Königin der Nacht“, 50 mal „Donna Diana“ etc.
1870 wollte sie an die Italienische Oper wechseln, was aber durch den Deutsch-Französischen Krieg verhindert wurde.
Nach Deutschland zurückgekehrt, wurde sie 1871 am Hoftheater in Stuttgart engagiert und 1873 zur königlich württembergischen Kammersängerin ernannt. Sie gastierte während der Weltausstellung 1873 in Wien mit so großem Erfolg, dass ihr dort lukrative Angebote zugingen, die sie aber ablehnte. Ab 1873 war sie die Gattin des Fotografen Erwin Hanfstaengl in Stuttgart.
1878 machte sie bei Vannuccini in Florenz noch Gesangsstudien und wurde dort Ehrenmitglied der Philharmonischen Gesellschaft. Danach arbeitete sie am Stadt-Theater in Frankfurt und 1895 bis 1897 unterrichtete sie Gesang an Dr. Hoch’s Konservatorium, wo Margarete Dessoff eine ihre Schülerinnen war. Im Studienjahr 1901/02 unterrichtete sie an der Münchener Akademie der Tonkunst, wurde aber wegen einer schweren Erkrankung am 1. Juni 1902 dienstenthoben. Nach ihrer Pensionierung lebte sie in München.
Schöne, trefflich geschulte Stimme und glänzende Virtuosität des Vortrags machten sie zu einer ausgezeichneten Koloratursängerin. Zu ihren besten Rollen gehörten: Rosine (Barbier von Sevilla), Gretchen (Gounods Faust), Amine (Nachtwandlerin), Philine (Mignon), Lucia, Martha etc.
1902 veröffentlichte sie ein Lehrbuch Meine Lehrweise der Gesangskunst, das auf ihrer Erfindung der „Gesangsklaviatur“ beruhte.

## Schülerinnen (Auswahl)
- Sofie Brehm-Fritsch, Margarete Dessoff, Lisa Burgmeier, Christine Friedlein